# Call of Duty: World at War
Call of Duty: World at War (zkratka CoD 5) je pátý díl úspěšné série 3D akčních her Call of Duty. Hra se opět odehrává za 2. světové války v oblastech Pacifiku a východní části Evropy. Hráč během hry bojuje jako vojín C. Miller za američany proti Japoncům, jako vojín Dimitri Petrenko za Sověty proti Němcům a nakonec jako PO. Locke opět za američany jako člen osádky letadla Consolidated PBY Catalina opět proti Japoncům. Hra začíná za Millera útěkem ze zajateckého tábora a končí stejně jako v Call of Duty vztyčením ruské vlajky na střeše Reichstagu. Hra obsahuje po dohrání singleplayeru také bonusovou misi v níž zabíjíte zombie a co-operativní mod hraní pro více hráčů proti nepřátelům nebo pro 2 hráče offline. Ve hře je možné najít například M1 Garand, ale i M1 Garand s bajonetem nebo M1 Garand s vrhačem granátů, to platí i pro některé další zbraně, dále je tu nová zbraň, a to plamenomet a možnost přebíjení pušky M1 Garand což bylo doposud v podobných hrách nemožné.

## Postavy

### Spojenci
Američané
- vojín C. Miller – hlavní postava při hře za Američany
- seržant Roebuck – v prvních dvou misích je desátník, po smrti Sullivana je povýšen na velitele čety
- seržant Tom Sullivan – velitel čety, v druhé misi je zabit
- vojín Polonsky – další člen vaší čety, ve verzi Final Fronts je desátník, je zabit na konci hry
- poddůstojník Locke – pouze v misi „Černé kočky“

Sověti
- vojín Dimitri Petrenko – hlavní postava při hře za Sověty
- seržant Viktor Reznov – velitel vaší čety
- vojín Černov – další člen vaší čety, zapřisáhlý pacifista, v předposlední misi zabit plamenometem
- seržant Daletski – důstojník jednotek ve Stalingradu
- komisař Markhov – velitel při útoku na Berlín[p 1]

### Nepřátelé
Němci
- Generálmajor Heinrich Amsel – zabit ve Stalingradu

Japonci
Bonus - Zombie

## Mise
| #   | Název                   | Český překlad            | Lokace                                  | Datum           | Hl. postava            |
| --- | ----------------------- | ------------------------ | --------------------------------------- | --------------- | ---------------------- |
| 1.  | Semper Fi               | Semper Fi                | Atol Makin, Gilbertovy o-vy             | 17. dubna 1942  | vojín C. Miller        |
| 2.  | Little Resistance       | Malý odpor               | White Beach, Peleliu, Palau             | 15. září 1944   | vojín C. Miller        |
| 3.  | Hard Landing            | Tvrdé přistání           | Peleliu, Palau                          | 15. září 1944   | vojín C. Miller        |
| 4.  | Vendetta                | Vendeta                  | Stalingrad, SSSR                        | 17. září 1942   | vojín Dimitri Petrenko |
| 5.  | Their Land, Their Blood | Jejich země, jejich krev | Seelow Heights, Braniborsko, Třetí říše | 16. dubna 1945  | vojín Dimitri Petrenko |
| 6.  | Burn 'em Out            | Vypalte je pryč          | White Beach, Peleliu, Palau             | 15. září 1944   | vojín C. Miller        |
| 7.  | Relentless              | Neúprosný                | "The Point", Peleliu, Palau             | 16. září 1944   | vojín C. Miller        |
| 8.  | Blood and Iron          | Krev a železo            | Seelow Heights, Braniborsko, Třetí říše | 16. dubna 1945  | vojín Dimitri Petrenko |
| 9.  | Ring of Steel           | Kruh z oceli             | Berlín, Třetí říše                      | 23. dubna 1945  | vojín Dimitri Petrenko |
| 10. | Eviction                | Vystěhování              | Berlín, Třetí říše                      | 24. dubna 1945  | vojín Dimitri Petrenko |
| 11. | Black Cats              | Černé kočky              | Filipínské moře                         | 3. dubna 1945   | poddůstojník Locke     |
| 12. | Blowtorch & Corkscrew   | Ventilátory a vývrtky    | Wana Ridge, Okinawa                     | 14. května 1945 | vojín C. Miller        |
| 13. | Breaking Point          | Bod průlomu              | Hrad Šuri, Okinawa                      | 29. května 1945 | vojín C. Miller        |
| 14. | Heart of the Reich      | Srdce Říše               | Berlín, Třetí říše                      | 30. dubna 1945  | vojín Dimitri Petrenko |
| 15. | Downfall                | Pád                      | Reichstag, Berlín, Třetí říše           | 30. dubna 1945  | vojín Dimitri Petrenko |